# Przemarsz niemieckich jeńców wojennych w Moskwie

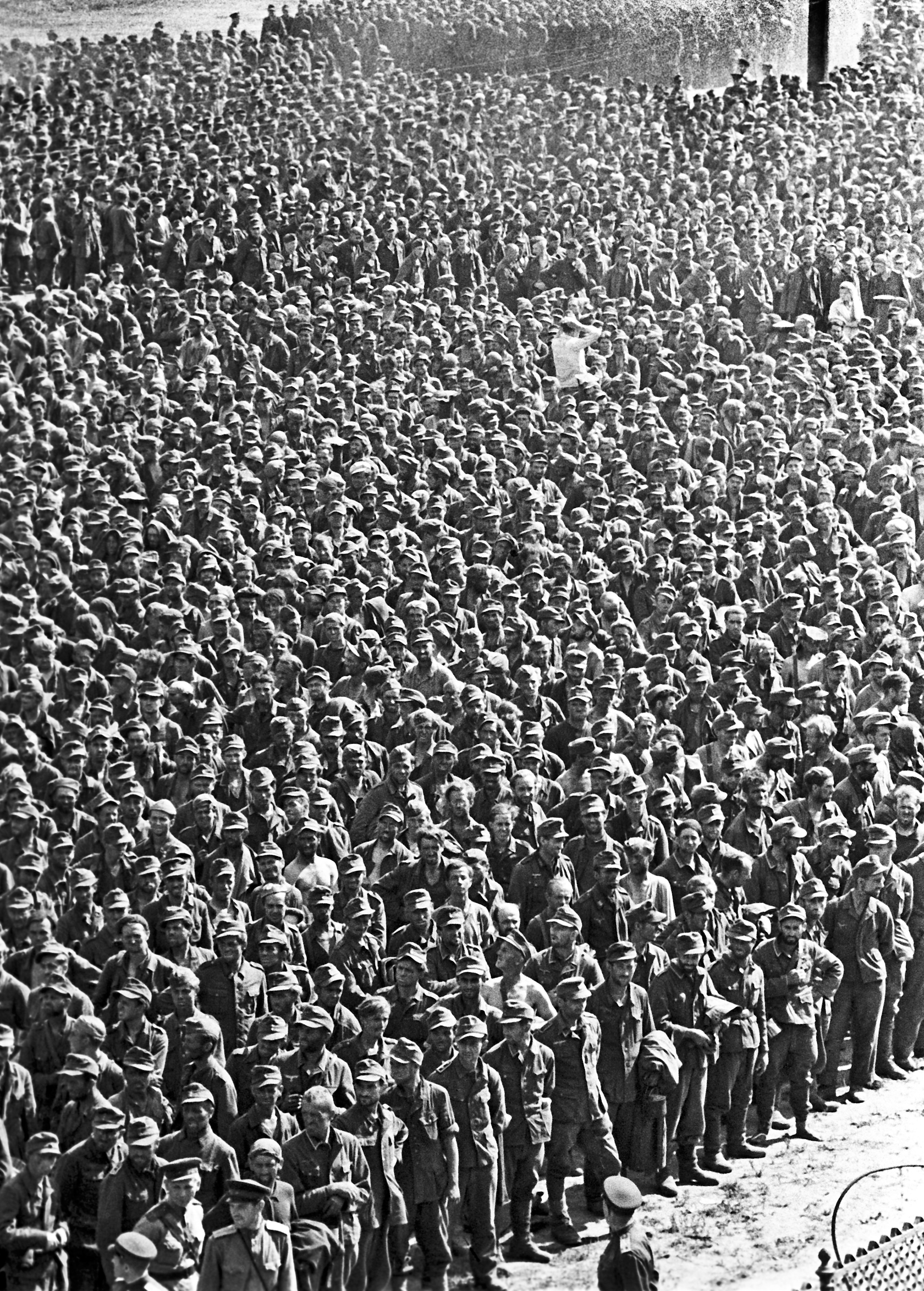
Niemieccy jeńcy wojenni w Moskwie

Przemarsz niemieckich jeńców wojennych w Moskwie (także Parada zwyciężonych, operacja Wielki walc) – przemarsz 57 tysięcy niemieckich jeńców wojennych ulicami Moskwy 17 lipca 1944.

## Geneza
Latem 1944 Armia Czerwona zadała Niemcom najbardziej katastrofalną porażkę w czasie II wojny światowej. W wyniku ofensywy na Białorusi, znanej jako operacja Bagration, jednostki Wehrmachtu straciły około pół miliona żołnierzy, a Grupa Armii „Środek” praktycznie przestała istnieć. Tak wielki sukces był wart świętowania i chociaż operacja jeszcze się nie skończyła, dyktator Józef Stalin postanowił zorganizować niezwykłą paradę. Operacja dostarczenia niemieckich jeńców wojennych do Moskwy i przeprowadzenia parady została nazwana na cześć amerykańskiego musicalu Wielki walc z 1938, który był bardzo popularny w Związku Radzieckim. Parada miała pokazać aliantom i całemu światu skalę sukcesów Armii Czerwonej. Spośród wielkiej masy niemieckich żołnierzy wziętych do niewoli podczas operacji Bagration wybrano 57 tysięcy, zdolnych wytrzymać przemarsz wielu kilometrów. Dla pewności, że sprostają temu wysiłkowi, byli dobrze karmieni, ale nie wolno im było się umyć – chodziło o to, by moskwianie zobaczyli Niemców w opłakanym stanie.

## Przemarsz
Od 14 lipca do Moskwy zaczęły przybywać pociągi z niemieckimi jeńcami. Umieszczono ich na stadionie Dinamo i hipodromie. Operacja została przeprowadzona w tajemnicy. Mieszkańcy Moskwy zostali poinformowani drogą radiową o nadchodzącej paradzie wczesnym rankiem 17 lipca. 

Niemieccy jeńcy maszerowali w dużych kolumnach po 600 mężczyzn, po 20 w rzędzie. Na czele marszu było 19 generałów i 6 pułkowników, w pełnym umundurowaniu i z odznaczeniami. Za nimi podążało ponad 1000 oficerów i mnóstwo zwykłej piechoty w ubraniach, w których zostali schwytani. Oficjalnie jeńców strzegła tylko niewielka liczba radzieckich żołnierzy i jeźdźców z szablami, ale w rzeczywistości dziesiątki tysięcy żołnierzy Armii Czerwonej i około 12 tysięcy funkcjonariuszy NKWD było w gotowości, aby zapewnić bezpieczeństwo operacji. Poza przekleństwami ludności i próbami rzucania w jeńców kamieniami przemarsz przebiegł spokojnie. Niemiecki jeniec Berhard Braun wspominał: 

Zadałem sobie pytanie, czy czuję się upokorzony? Prawdopodobnie nie. Gorzej dzieje się na wojnie. Przyzwyczailiśmy się do wykonywania rozkazów, więc spacerując ulicami Moskwy, po prostu realizowaliśmy rozkazy naszych eskort.

 Po paradzie ulicami, którymi maszerowali niemieccy żołnierze, przejechały polewaczki, symbolicznie wypłukując Moskwę z „brudu”.